# 沙乌斯
沙乌斯（法語：Chaource，發音：[ʃauʁs] ⓘ），法国中北部市镇，位于大东部大区奥布省，隶属于特鲁瓦区，其市镇面积为31.06平方公里，2022年1月1日时人口数量为1,012人，在法国市镇中排名第9,903位（2022年）。
沙乌斯位于奥布省南部，阿尔芒斯河发源于其境内，因当地出产的同名奶酪而闻名，是一个区域性的中心城市，多条公路在此交汇。

## 地名来源
根据当地官方网站的论述，“Chaource”一名最初于公元897年以“Caduscia”的形式被记载，该名称可能出自拉丁语单词catussa，意为“战役”。

## 历史

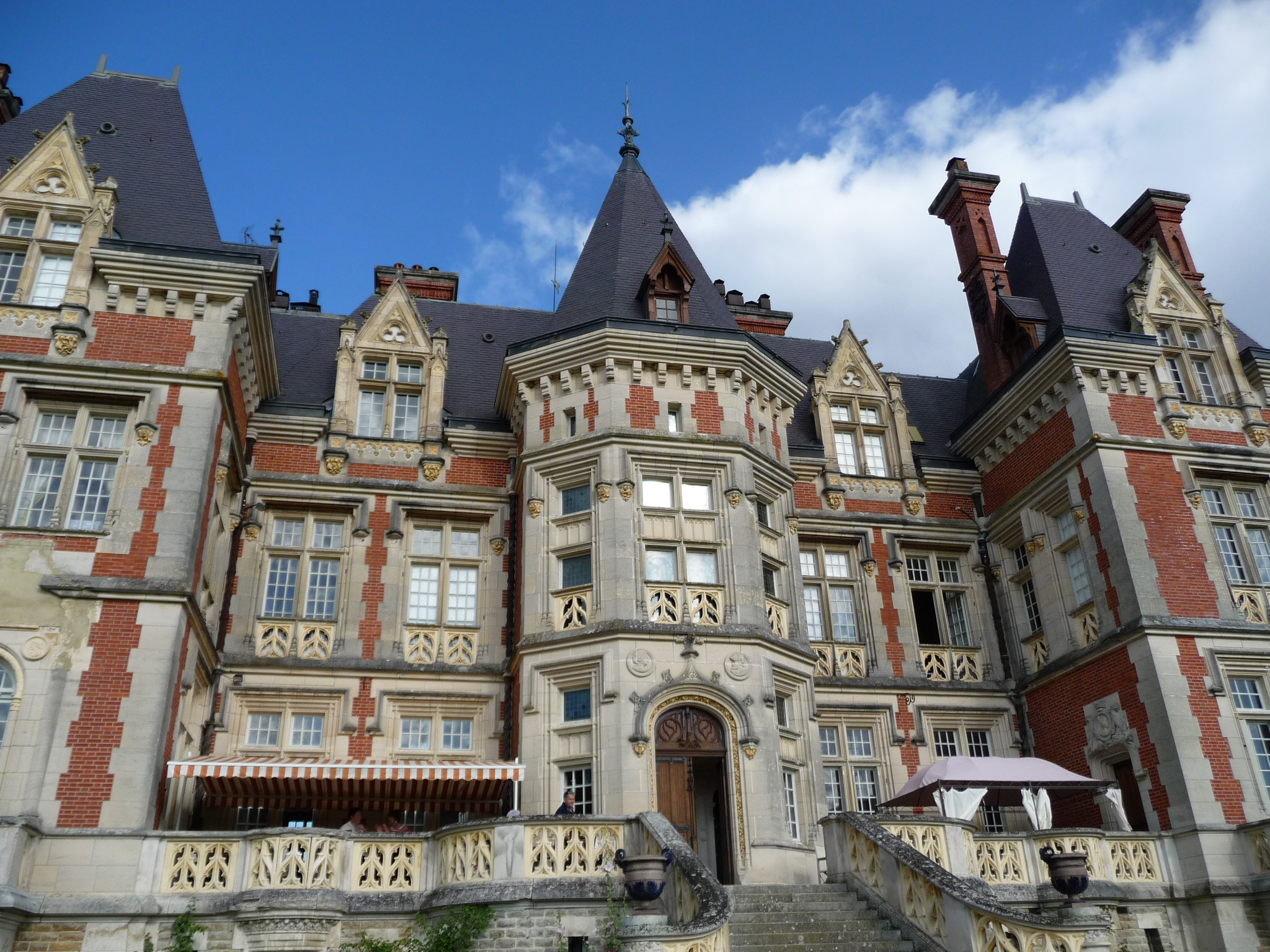
拉科尔德利耶尔城堡

沙乌斯的早期历史尚不清楚。根据当地官方网站的论述，公元854年，沙乌斯境内一处干涸的水塘上建成了一座教堂，此后其附近又出现了一座木质结构的城堡。十二世纪时，沙乌斯成为香槟伯国的一部分。中世纪末，沙乌斯又一度被勃艮第王室获得。宗教战争期间，新教徒曾多次围观沙乌斯。三十年战争期间，塞萨尔·德·舒瓦瑟尔元帅曾在沙乌斯创建了一处铸币厂。十八世纪时，沙乌斯逐渐成为一个农业商贸中心，当地的城墙被逐渐拆除。法国大革命后，沙乌斯成为奥布省的一个市镇，并自1793年起成为该省的一个县治。拉罗蒂耶尔战役后，反法联盟曾驻军于沙乌斯，此后滑铁卢战役结束后该地再次被占领。十九世纪末，沙乌斯人口数量曾逐年下降，当地一位贵族将原中世纪城堡遗址买下并建成拉科尔德利耶尔城堡。1940年6月17日，纳粹德军曾猛烈轰炸沙乌斯，当地遭到了严重的破坏，此后当地被纳粹占领直至二战结束。二战后，拉科尔德利耶尔城堡几经易手，后被开辟为一处高尔夫球场。2003至2016年间，沙乌斯曾为沙乌斯市镇公共社区的办公驻地。2014年，沙乌斯县被撤销。

## 地理

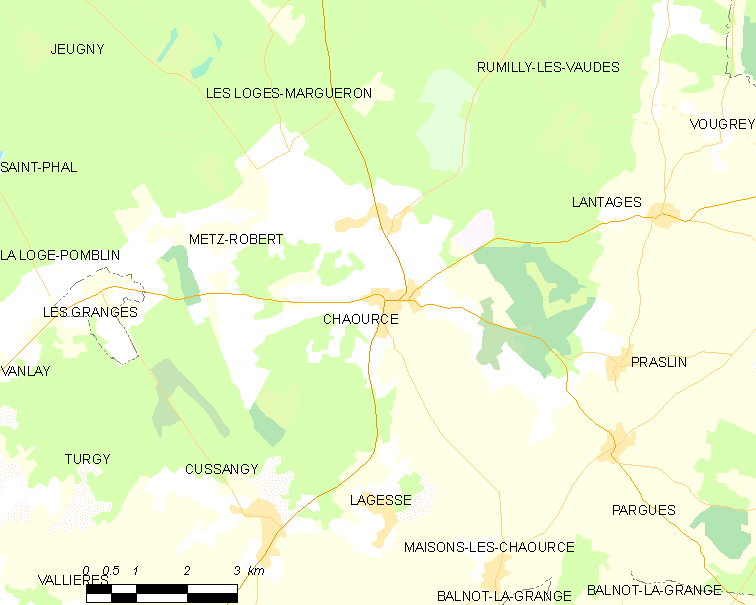
沙乌斯市镇范围地图

沙乌斯位于法国中北部偏东，大东部大区西南部和奥布省南部，距离省会特鲁瓦大约30公里。与沙乌斯接壤的市镇包括：莱洛日马格龙、屈桑日、拉热斯、朗塔日、迈松莱沙乌斯、梅特罗贝尔、帕尔格和普拉兰。

### 地形
沙乌斯位于阿尔芒斯地区腹地，境内以浅丘为主，市镇中心位于一处地势较为平缓的河谷内部，整体地势自西北向东南有所抬升，全境海拔在143到234米之间。

### 水文
沙乌斯位于塞纳河流域范围内，阿尔芒斯河发源于沙乌斯境内并向西北流出市境，其两岸有多条溪流汇入。

### 植被
沙乌斯属于温带阔叶混交林区，林地广泛分布于河流附近及坡地地带，市镇范围北部为沙乌斯辖地森林（Forêt Syndicale de Chaource），市镇东南部为圣尼古拉树林（Bois de Saint-Nicolas）。
在鲜花城市的评比中，沙乌斯被评为1星级鲜花城市。

### 自然灾害
沙乌斯的地震危险度等级为1级，属于极低危险；氡辐射等级为1级，属于低危险。1982至2025年4月间，沙乌斯境内共发生6次有记录的自然灾害，其中4次洪涝，1次干旱。

### 气候
沙乌斯在柯本气候分类法中属于带有一定大陆性气候特征的温带海洋性气候（Cfb）。

## 行政区划
沙乌斯的市镇编号为10080，邮政编号为10210。
在行政管理方面，沙乌斯隶属于法国大东部大区奥布省特鲁瓦区；在地方选举方面，沙乌斯隶属于莱里塞县，其市镇范围全境被划入奥布省第二选区；在社会管理方面，沙乌斯是沙乌斯-阿尔芒斯河谷市镇公共社区的组成部分。
截至2025年4月，沙乌斯市镇范围内暂无任何安全优先街区及城市政策优先街区。
法国国家统计与经济研究所（简称“INSEE”）在进行数据统计时，未将沙乌斯划入任何城市核心区（Unité urbaine），另将包括沙乌斯在内的周边共209个市镇划为特鲁瓦城市辐射区。此外，INSEE还将沙乌斯市镇整体看作一个“块区”（IRIS），以便于统计人口分布情况。

## 交通

### 公路
奥布省省道D17线、D34线、D42线、D443线和D444线在沙乌斯境内交汇。大东部大区公共交通（商业名称为“Fluo”）下属的奥布省城际客运CHA08线经停沙乌斯，可通往省会特鲁瓦。
2021年，69.2%的沙乌斯家庭拥有至少一辆私人汽车。2022年，沙乌斯境内共发生各类交通事故2起，造成2人重伤。
| 21 | 21 |

| 22 | 31 |

| 特鲁瓦 | 30 |

| 圣帕尔莱沃德 | 16 |

| 圣弗洛朗坦 | 36 |

| 托内尔 | 29 |

| 塞纳河畔巴尔 | 37 |

| 莱里塞 | 22 |

### 铁路
距离沙乌斯最近的运营中的客运铁路车站为29公里外的托内尔站，该站停靠往返于巴黎和第戎一线的区域列车，部分班次可直通里昂及欧塞尔。

### 航空
沙乌斯距离巴黎-奥利机场的高速公路里程大约195公里。

### 城市公共交通
截至2025年4月，沙乌斯暂无城市公共交通系统。

## 政治

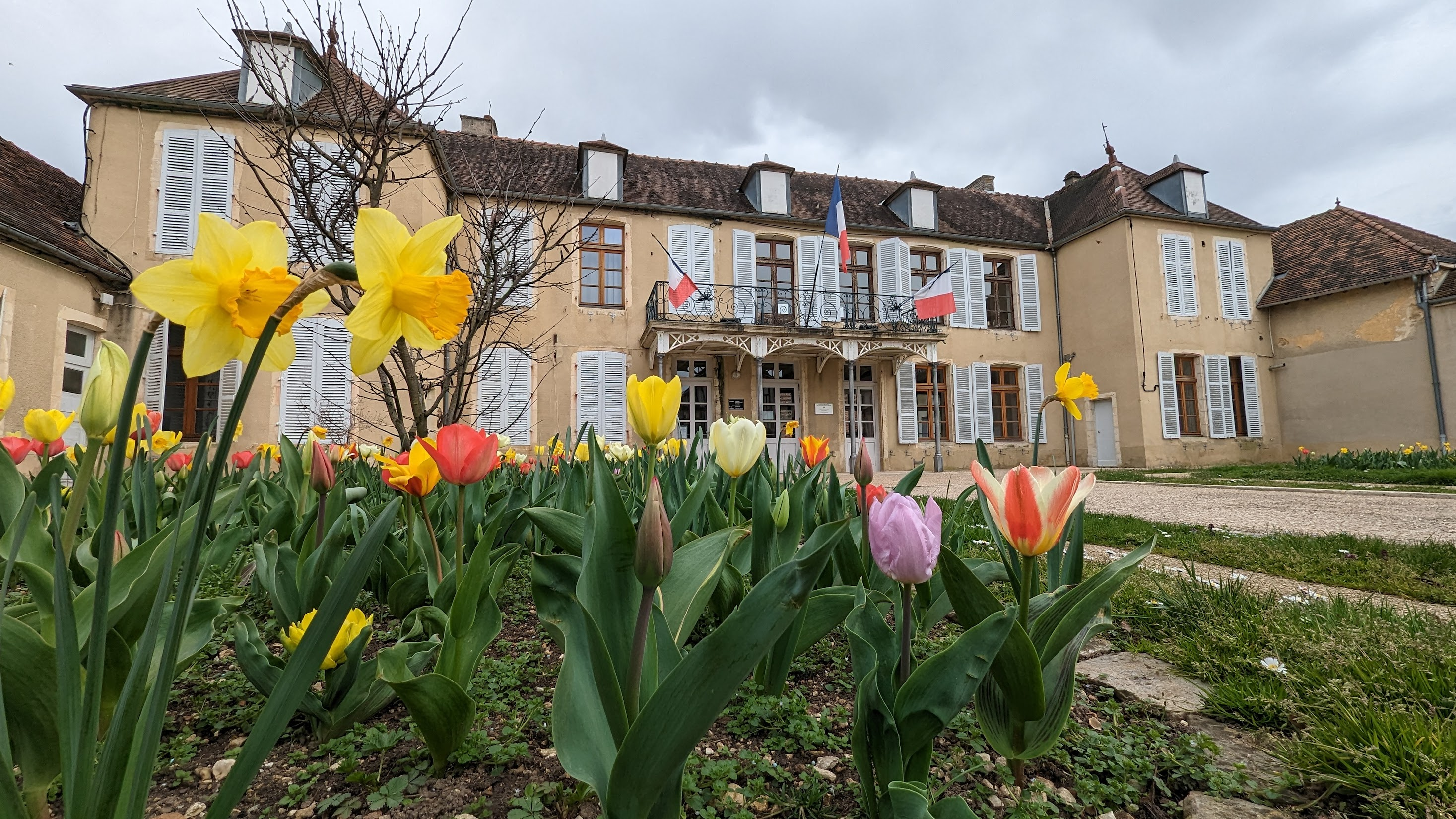
沙乌斯市政厅

沙乌斯的现任市长为弗洛朗·于尔波先生（Florent HURPEAU），他是一名无党派人士，在2020年的市政选举中获得了100%的支持率（无其他候选人）。
在2022年的法国总统大选的第二轮选举中，法国极右翼政党国民阵线主席玛丽娜·勒庞在沙乌斯获得了61.29%的支持率。

## 人口
2022年，沙乌斯市镇人口数量为1,012，在法国排名第9,903位。其中男性482人，女性533人，75岁及以上人口占11.6%，外籍人口数量为5人，人口密度为33人/平方公里，当地居民被称为（男性）或（女性）。2015至2021年间，沙乌斯的人口增长率为–1.0%。2022年，沙乌斯境内出生9人，死亡人口16人。
| 沙乌斯1901年－2022年人口变化情况 |
|                                  |
| 数据来源：Cassini、INSEE         |

## 经济
沙乌斯是一个区域性的中心城市。INSEE于2020年将沙乌斯划入特鲁瓦就业区（Zone d'emploi de Troyes），并又于2022年将其划入塞纳河畔巴尔生活区（Bassin de vie de Chaource）。 截至2024年底，沙乌斯市镇范围内共有各类用人单位（包含自雇）235家，比上一年同期新增26家；（小型零售）、（食品销售）及（传统餐饮）是当地2022年已公布营业额最高的三个企业，分别为1,662,682欧元、1,008,734欧元和421,752欧元。

## 财政与居民收入
2023年，沙乌斯的财政收入总额为1,239,230欧元，财政支出总额为1,119,050欧元，当年的债务总额为1,716,210欧元。2023年，沙乌斯市镇通过增值税获得209,390欧元的收入，此外当地还共获得了253,720欧元的国家直接财政补助。
| 沙乌斯居民收入情况                                                                                 | 沙乌斯居民收入情况  | 沙乌斯居民收入情况  | 沙乌斯居民收入情况  |
| 内容                                                                                               | 沙乌斯              | 奥布省              | 法國                |
| -------------------------------------------------------------------------------------------------- | ------------------- | ------------------- | ------------------- |
| 居民平均时薪                                                                                       | 不详                | 14.6欧元（2022年）  | 17欧元（2022年）    |
| 高级职员人均时薪                                                                                   | 不详                | 25欧元（2022年）    | 29.1欧元（2022年）  |
| 中级职员人均时薪                                                                                   | 不详                | 16.5欧元（2022年）  | 16.6欧元（2022年）  |
| 普通职员人均时薪                                                                                   | 不详                | 11.6欧元（2022年）  | 12.1欧元（2022年）  |
| 工人人均时薪                                                                                       | 不详                | 12.2欧元（2022年）  | 12.5欧元（2022年）  |
| 贫困率                                                                                             | 不详                | 16.9%（2021年）     | 14.5%（2021年）     |
| 青壮年（15至64岁）失业率                                                                           | 15.5%（2021年）     | 14.6%（2021年）     | 10.4%（2021年）     |
| 家庭总数                                                                                           | 433（2022年）       | 307（2022年）       | 1,160（2022年）     |
| 征税家庭数量占比                                                                                   | 36.9%（2023年）     | 47.7%（2022年）     | 44.8%（2022年）     |
| 家庭年均纳税                                                                                       | 2,455欧元（2023年） | 3,026欧元（2022年） | 4,481欧元（2022年） |
| *注：INSEE未公布2,000人口以下市镇的部分经济数据。 资料来源：INSEE、L'Internaute、Le Journal du Net |                     |                     |                     |

## 社会事务

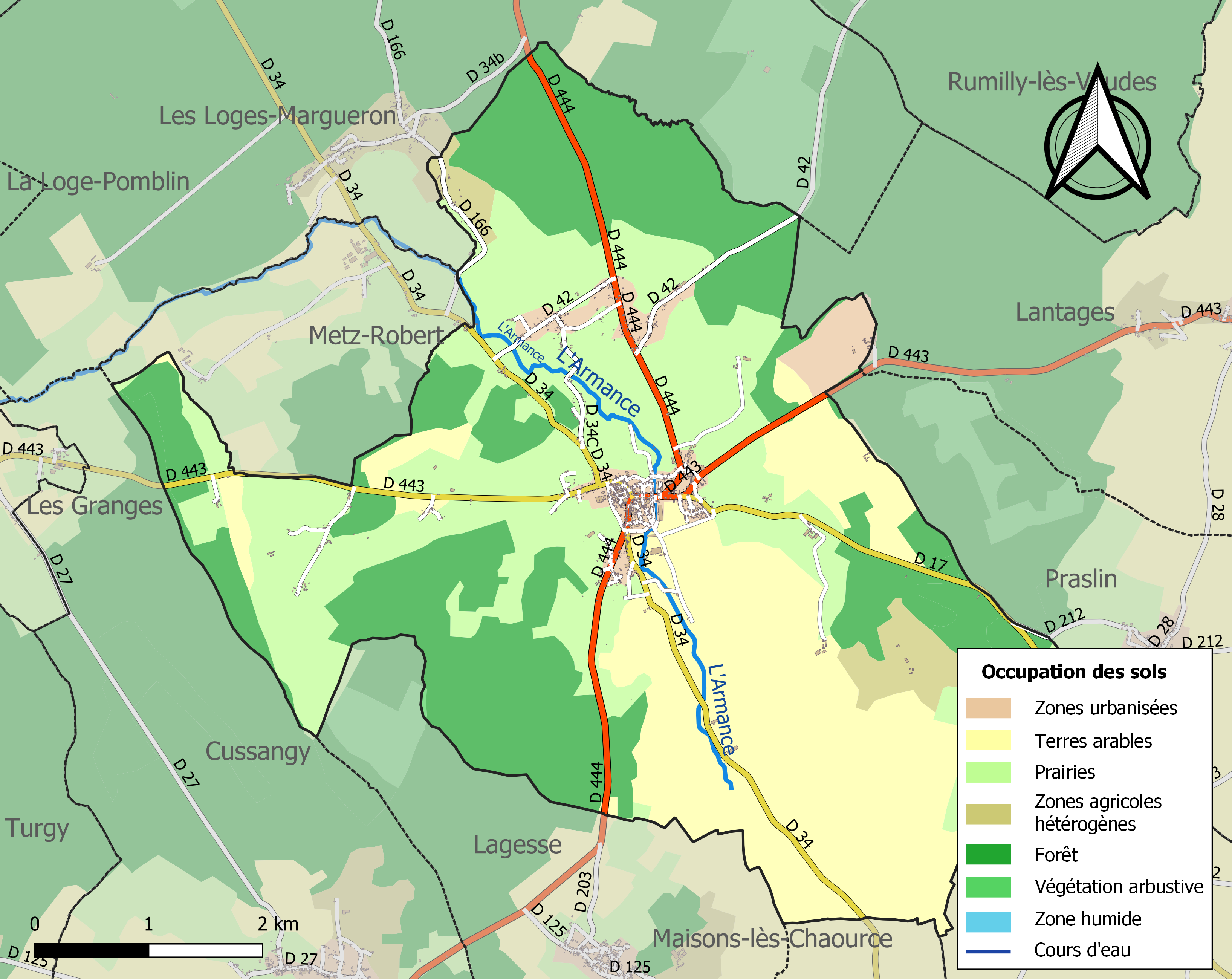
沙乌斯土地利用情况地图

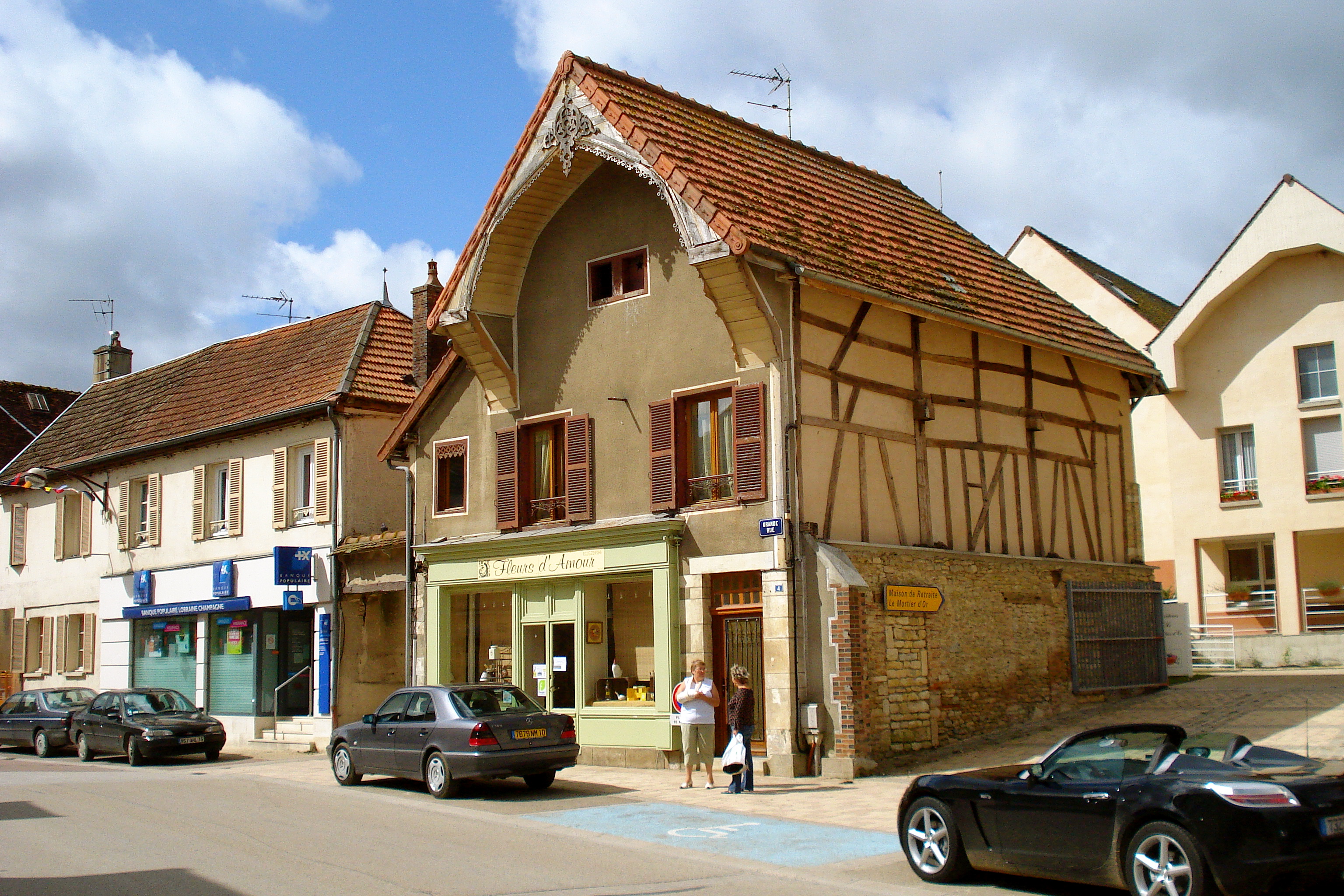
传统民居

### 教育
沙乌斯属于兰斯学区。截至2023年1月1日，沙乌斯境内共有1所小学和1所初级中学。2022至2023学年度，沙乌斯境内共有在校中等教育阶段学生176名。

### 医疗
截至2023年1月1日，沙乌斯境内共有全科医生2名、保健师4名、牙医1名、护士3名、助产士1名、药房1家、养老院1家。
距离沙乌斯最近的区域性医疗机构为塞纳河畔巴尔便民中心医院（Centre Hospitalier de Bar-sur-Seine），其主病区克里斯蒂安·布朗医院（Hôpital Christian Braun）位于塞纳河畔巴尔市区，距离沙乌斯市区的正常车程大约19分钟，该院设有床位238个。

### 住房
2021年，沙乌斯境内共有各类住房569套，其中77.9%为独立式住宅，22.1%为集中式住宅。常住房屋占沙乌斯市镇范围内居民建筑总量的81.2%。2023年，沙乌斯的居住税率为22.18%，不动产税率为38.61%（其中空置土地的不动产税率为24.46%）。
在住房保障政策方面，2023年，沙乌斯境内共有185户家庭获得了家庭津贴补助，受益人数占总人口数量的18.3%，其中95份为房租补助。

### 商业
2021年，沙乌斯境内共有各类实体商铺33家，其中餐厅3家、大型超市1家、杂货店1家、面包房2家、肉铺1家、美容美发店2家、汽车维修店4家。沙乌斯镇中心建有一家bi1便民超市。

### 体育
2023年，沙乌斯境内共有1处网球场、1处马术场、1处足球或橄榄球场、1处篮球或排球场以及1处高尔夫球场。
截至2025年4月，沙乌斯体育会（Union Sportive Chaourçoise，编号511301）是沙乌斯境内唯一的一家注册足球俱乐部，其主队2024至2025赛季参加奥布省足球联赛丙组（法国第十一级别），其主场为勒内·普吕球场（Stade René Prut）。

### 环境
沙乌斯的环境事务由其所属的沙乌斯-阿尔芒斯河谷市镇公共社区联合各级政府协调负责。2021年，沙乌斯境内暂无污染企业。

### 治安
2021年，沙乌斯市镇范围内有1处宪兵队。
2023年，沙乌斯市镇范围内累计记录各类案件43起，其中盗窃类案件8起，人身侵犯类案件22起，毒品交易类案件2起。

## 文化

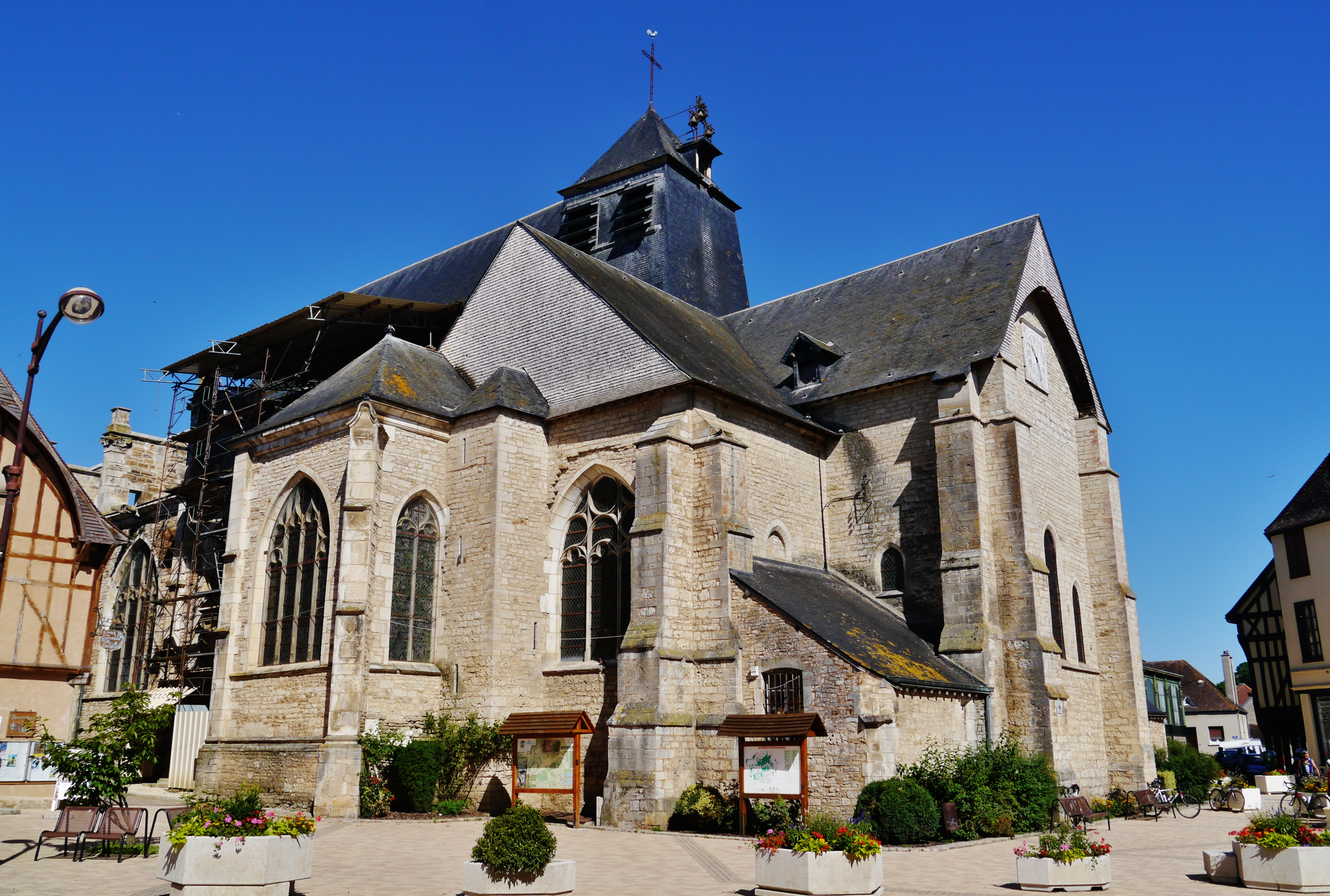
施洗约翰教堂

2021年，沙乌斯境内暂无任何文化设施。沙乌斯境内建有图书馆（Bibliothèque），每周一、三、四、六向公众开放。

### 建筑
截至2025年4月，沙乌斯境内共有1处建筑被列入法国国家文物保护单位，为施洗约翰教堂，此外拉科尔德利耶尔城堡、集市大堂等也是当地的地标性建筑物。

### 旅游
沙乌斯的旅游事务由其所属的沙乌斯-阿尔芒斯河谷市镇公共社区联合各级政府协调负责。2024年，沙乌斯境内共有1家酒店共计19间房间。

### 媒体
法国主要的媒体均可在沙乌斯接收，法国电视三台下属的大东部大区频道在部分时段播出沙乌斯所在奥布省的地方新闻。Canal 32电视台、香槟广播、Ici香槟-阿登、《东部光明报》等是当地主要的地方性媒体。

### 奶酪

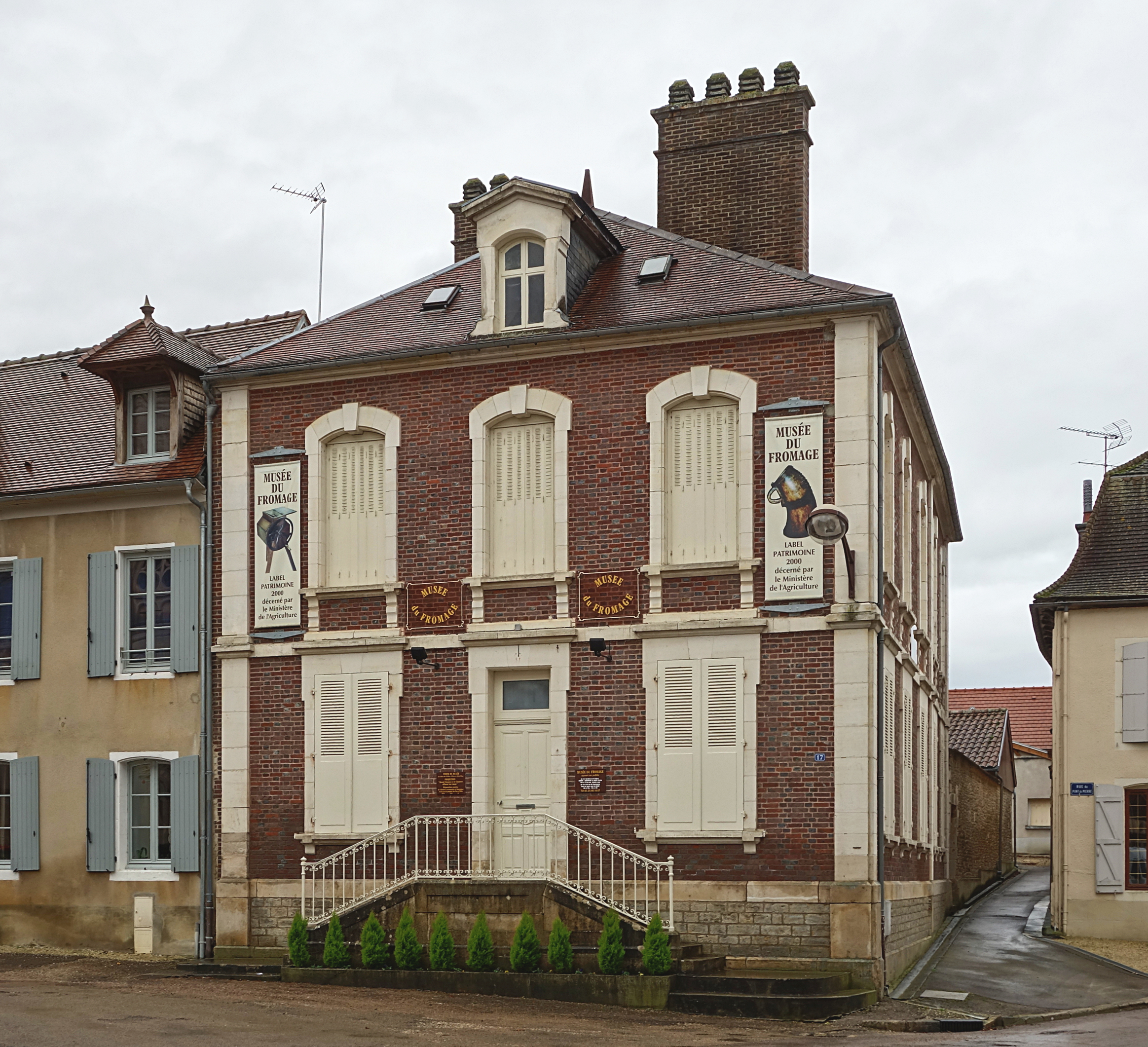
沙乌斯奶酪博物馆

沙乌斯因沙乌斯奶酪而闻名，后者于1970年8月19日获得原产地命名控制（AOC），后又于1996年获得原产地命名保护（AOP）。

## 友好城市
截至2025年4月，沙乌斯共与一座城市建立了友好城市关系：
- 德国 埃珀茨豪森